# Отто, Фрай
Фрай Пауль Отто (нем. Frei Paul Otto; 31 мая 1925[…], Зигмар, Хемниц — 9 марта 2015[…], Леонберг, Баден-Вюртемберг) — немецкий архитектор.

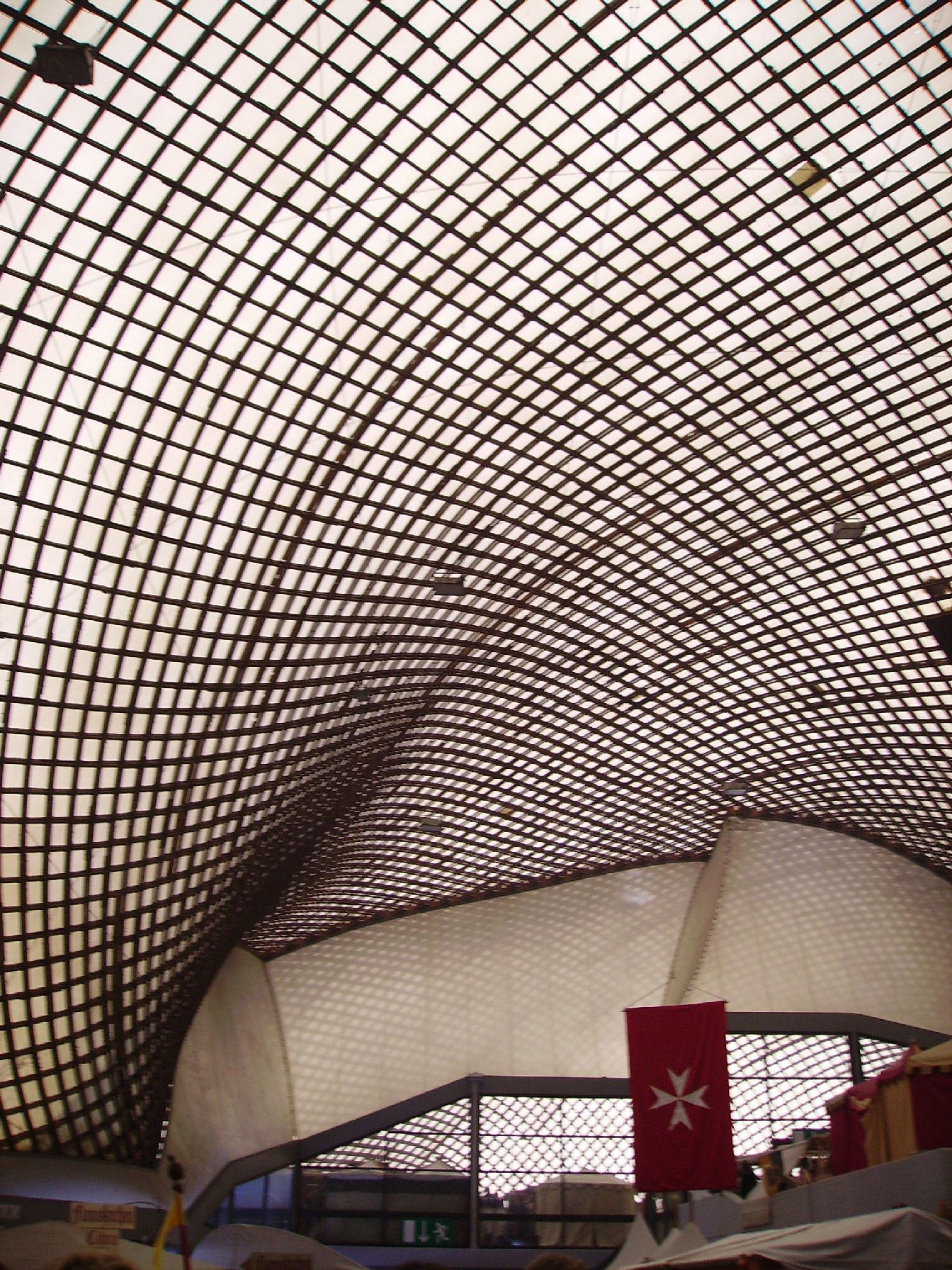
Многофункциональное помещение в Мангейме

Получил всемирное признание как создатель тентовых и мембранных конструкций, которые он применял в своих сооружениях.

## Биография
Родился 31 мая 1925 года в городе Зигмар (ныне район Хемница, Германия) в семье скульптора.
В 1931—1943 годах учился в школе Целендорфа (Берлин) на каменщика.
До призыва в люфтваффе изучал архитектуру в Берлине. В конце Второй мировой войны воевал как лётчик-истребитель.
Был интернирован во французский лагерь для военнопленных. Во время строительства этого лагеря ему удалось проявить себя в качестве инженера-конструктора, предложив несколько проектов построек из облегчённых конструкций, которые были реализованы (в частности — палатки для укрытия).
Освободившись, Фрай Отто поступил в Берлинский технический университет, который закончил в 1950 году с дипломом архитектора. Затем недолгое время стажировался в США, где встречался с такими архитекторами, как Эрих Мендельсон, Людвиг Мис ван дер Роэ, Рихард Нойтра и Фрэнк Ллойд Райт.
Свою архитектурную деятельность Отто начал в Германии в 1952 году, основав собственное архитектурное бюро в Целендорфе. В 1954 году он получил докторскую степень за сооружения из подвесных (натянутых) конструкций.
В 1964 году Отто основал Институт лёгких конструкций Штутгартского университета и возглавлял его как профессор до выхода на пенсию. На пенсии активно работал как архитектор, инженер и консультант.
Умер 9 марта 2015 года.

## Некоторые работы
- 1967 год — павильон Западной Германии на «Экспо-1967» в Монреале.
- 1972 год — крыша Олимпийского стадиона в Мюнхене.
- 1985 год — здание Tuwaiq Palace в Саудовской Аравии (совместно с бюро Хапполда).
- 2000 год — крыша японского павильона на «Экспо-2000» в Ганновере.

## Некоторые награды
- 1974 год — медаль Томаса Джефферсона в области архитектуры.
- 1980 и 1998 — премия Ага-хана в архитектуре.
- 1990 год — Премия Хонда
- 1996 год — Премия Вольфа в архитектуре.
- 2005 год — золотая медаль RIBA (Королевский Институт Британских Архитекторов).
- 2006 год — Императорская премия в архитектуре.
- 2015 год — Притцкеровская премия.